# Hannes Schönemann
Hannes Schönemann (* 10. Oktober 1946 in Lübz, Mecklenburg) ist ein deutscher Filmregisseur.

## Leben und Wirken

### Jugend und Filmtätigkeiten in Babelsberg
Hannes Schönemann wuchs in einem Kinderheim in Rerik auf, nachdem sein Vater in die Bundesrepublik übergesiedelt war.
Seit 1968 arbeitete er als Beleuchter beim DEFA-Studio für Spielfilme. 1969 konnte er als Regieassistent in einem Film von Frank Beyer mitwirken. Danach war er auch als Nebendarsteller in zwei Filmen beteiligt, darunter im populären DEFA-Indianerfilm Tecumseh.
1975 konnte Hannes Schönemann ein Regiestudium an der Hochschule für Film und Fernsehen in Potsdam-Babelsberg beginnen, obwohl er die dafür erforderliche Hochschulreife nicht besaß. Dadurch blieb seine filmische Perspektive recht bodenständig. 1977/1978 porträtierte er in seinem Übungsfilm Sonnabend, Sonntag, Montagfrüh einige Jugendliche im nördlichen Brandenburg  sehr authentisch. Nach seinem Diplomfilm Die Kaminski (1980) konnte er nur noch eine Regieassistenz bei der DEFA ausüben.

### Beobachtung, Verhaftung und Ausreise
1983 wurde eine  operative Personenkontrolle Zweifler gegen ihn und seine Frau Sibylle durch das Ministerium für Staatssicherheit eingeleitet, aus der dann ein Operativer Vorgang wurde. Nach ihrem Ausreiseantrag 1984 wurden beide im November 1984 verhaftet und Anfang 1985 zu zwölf Monaten Haft verurteilt.  Dieses war in dieser Härte ungewöhnlich. Im Juli 1985 wurden beide von der Bundesrepublik freigekauft. Seine Frau Sibylle Schönemann hat ihre Hafterfahrung in dem vielbeachteten Dokumentarfilm Verriegelte Zeit (1990) beschrieben, an dem er mitwirkte.

### Leben in Hamburg
Danach lebten die Schönemanns in Hamburg.
Hannes Schönemann konnte seit 1988 dort Filme drehen. 1994/95 war er kurzzeitig an der neu gegründeten Produktionsgesellschaft ma.ja.de. beteiligt, die einen Film für seine Frau machte. 
Für seinen Film Labendig (1995) erhielt er einen Filmpreis in Portugal.

## Filmografie (Auswahl)
Regie
- 1977 Anne Schulz, HFF
- 1978 Sonnabend, Sonntag, Montagfrüh, HFF, Filmübung
- 1980 Die Kaminski, HFF, Diplomfilm

- 1989 Die Lok hinterm Fliederbaum
- 1991 Jetzt fahr'n wir übern See
- 1992 Am Öwknick
- 1993 Goldberger Unruhe (Zast)
- 1994 Alliierte
- 1995 Labendig
- 1995 Zeitzeuge Stefan Heym
- 1997/1999 Julias Wahn